# ARNsn U2

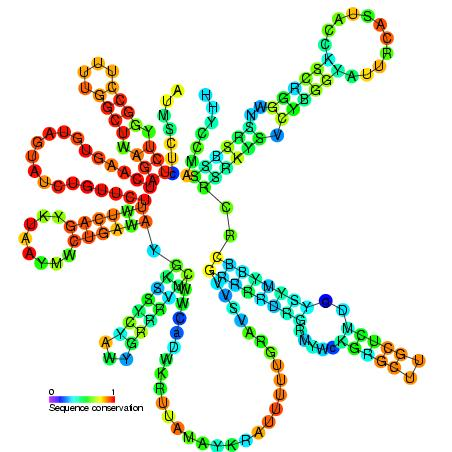
Un ARNsn U2. Les parties rouges sont les parties invariantes.

L’ARNsn U2 est un petit ARN nucléaire (snRNA) entrant dans la composition des petites ribonucléoprotéines nucléaires U2, composants du splicéosome impliqué dans la maturation du pré-ARNm. La complémentarité obligatoire entre ARNsn U2 et l'intron est la présence, sur la boite de branchement, d'un renflement portant une adénosine non appariée qui initie une attaque nucléophile du site d'épissage 5' de l'intron, déclenchant ainsi la première des deux réactions de transestérification qui interviennent dans l'épissage.